# Michael Rostovtzeff
Michael Rostovtzeff eller Mikhail Ivanovitj Rostovtsev (russ. Михаил Иванович Ростовцев) (født 10. november 1870, død 20. oktober 1952) var en af det 20. århundredes største antikforskere og en af de sidste såkaldte polyhistorer.
Rostovtsev blev født i 1870 ved Kyiv i Ukraine og han startede sin uddannelse på universitetet i Kyiv, hvorefter han studerede færdigt på universitetet i Skt. Petersborg (studierne omfattede romersk og græsk historie).
I 1903 blev han professor i klassisk filologi, og i 1905 tilsluttede han sig det russiske liberale Kadetparti. I 1917 flygtede han fra Rusland efter oktoberrevolutionen. Han efterlod sit bibliotek og notater, hvilket var ham til stor irritation resten af livet.
Skønt han måtte tilbringe resten af sit liv i eksil, gjorde han en storslået akademisk karriere ved flere store universiteter, bl.a. Oxford og Yale. Efter at være gået på pension i 1939, var han en årrække direktør for Yale's arkæologiske afdeling.
Igennem sin karriere publicerede han en stor mængde forskning igennem artikler, essays og fagbøger. Han skrev på russisk, tysk, fransk og engelsk, samtidig med at han virkede inden for fagområderne arkæologi, epigrafik, historie, filologi, papyrologi og numismatik – en multihistoriker af første klasse. Rostovtsev skabte stor opmærksomhed i 1927 med sit værk Social and Economic History of the Roman Empire, der tydeligt bar præg af hans holdning til det faldne russiske borgerskab, samtidig med at han brugte alt for mange moderne termer og begreber til at beskrive den antikke økonomi. Værket er i dag forældet, men det bliver stadig brugt inden for studier af romersk økonomi.
Hans andet store værk og måske hans bedste, var trebindsværket fra 1941 Social and Economic History of the Hellenistic World, der på trods af at det i eftertiden er blevet udsat for megen kritik (bl.a. af Moses I. Finley), stadig er brugbart inden for studiet af hellenistisk økonomi. Rostovtzeffs værker om antik økonomi var nærmest som en stor buster for studiet af antikkens økonomi, der i eftertiden er blevet flittigt studeret som en følge af Rostovtzeffs grundarbejde.
Ud over hans arbejde med antikkens økonomi, foretog Rostovtsev studier af skyternes historie, iransk indflydelse på de sydrussiske sletter, Dura-Europos's udgravninger, og mysteriereligionerne i Italien under romerne.
Han er af nogle blevet kaldt det 20. århundredes svar på Theodor Mommsen, men så stor har hans indflydelse på eftertiden næppe været. Man skal dog ikke undervurdere Rostovtsev, hans evner inden for flere felter har vist sig at være eksemplariske.